# Hayward (Oregon)
Hayward az Amerikai Egyesült Államok Oregon államának Washington megyéjében, a U.S. Route 26 közelében elhelyezkedő önkormányzat nélküli település.
A posta 1891 és 1904 között működött.